# カジェタノ・レ
カジェタノ・レ・ラミレス（Cayetano Ré Ramírez、1938年2月7日 - 2013年11月26日）は、パラグアイ・アスンシオン出身の元同国代表サッカー選手、元サッカー指導者。ポジションはフォワード。

## 選手経歴
母国セロ・ポルテーニョでプロデビューを果たすと、1959年にスペインへ渡り、エルチェCFに加入した。当時プリメーラ・ディビシオンに所属していたエルチェだったが、レはヨーロッパ挑戦1年目にしてリーグ戦2桁ゴールを挙げた。2年目と3年目の2桁ゴールは達成できなかったが、アシストやチャンスメイク面でチームに貢献した。
1962年、FCバルセロナに移籍する。バルセロナでは2シーズン目からレギュラーの座を掴み、在籍3シーズン目には25ゴールを記録して、リーグ得点王 (ピチーチ賞)を獲得した。
バルセロナを退団後、1966年にRCDエスパニョール、1971年にはタラサFCに移籍し、CFバダロナで現役を引退した。
また、パラグアイ代表として1958 FIFAワールドカップに出場した。

## 指導者経歴
現役を引退後すぐにサッカー指導者に転向し、1973-74シーズンからCDエルデンセにて指導者キャリアをスタートさせた。
1985年、パラグアイ代表の監督に就任した。就任後、1986 FIFAワールドカップ南米予選から代表監督としての仕事が始まった。南米予選を見事に勝ち抜いたパラグアイ代表は、実に28年ぶりとなる本大会出場を決める。その本大会のグループリーグではイラク、ベルギー、開催国メキシコと同組になった。初戦のイラク戦では0-1で敗戦、次戦のメキシコ戦は1-1の痛み分け、最終戦のベルギー戦でも2-2と引き分け、ギリギリの状況でグループリーグ勝ち抜けを決めた。ベスト16では格上のイングランドと対戦し、0-3で完敗を喫した。

## タイトル

### クラブ
FCバルセロナ
- コパ・デル・ヘネラリシモ : 1回 (1962-63)
- インターシティーズ・フェアーズカップ : 1回 (1965-66)

### 個人
- ピチーチ賞 : 1回 (1964-65)